# Moghilino, Ruse
Moghilino (în bulgară Могилино) este un sat în comuna Dve Moghili, regiunea Ruse,  Bulgaria. 

## Demografie
Componența etnică a satului Moghilino
     Bulgari (75,1%)
     Turci (23,67%)
     Nicio identificare (1,22%)
     Altele (0%)
La recensământul din 2011, populația satului Moghilino era de 245 locuitori. Din punct de vedere etnic, majoritatea locuitorilor (75,1%) erau bulgari, cu o minoritate de turci (23,67%). Pentru 1,22% din locuitori nu este cunoscută apartenența etnică.